# Kris (wapen)
| De greep van een kris, Bali, 19e eeuw               |  | Javaanse kris, met houten schede  |
| De greep van een kris (godenfiguur), Bali, 19e eeuw |  | Javaanse kris, met houten schede. |

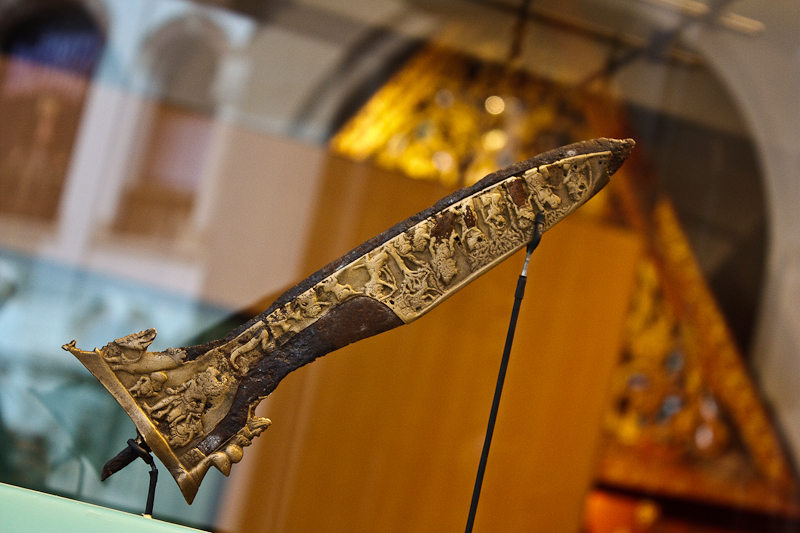
De legendarische Kris van Knaud, Bijna een eeuw verloren gewaand, maar recent hervonden en nu op een ereplaats in het Wereldmuseum Amsterdam: de oudst bekende gedateerde kris ter wereld (met ingegraveerde datering 1264 = 1342 na Chr.). De kostbaarste en oudste pusaka van het Javaanse hof werd geschonken aan Charles Knaud (geb. 1840) die als traditioneel Javaans genezer (dukun) de Javaanse kroonprins het leven redde van zwarte magie. Op het lemmet, bekleed met bladkoper, een tafereel uit het Ramayana-epos: de apengeneraal Hanuman oog in oog met een vijandelijk leger.

Een kris of keris is een Indonesische, Maleisische of Filipijnse asymmetrische dolk met een dubbele kling en kenmerkend bladpatroon van veelal ijzer, nikkel, en staal waar mystieke krachten aan worden toegeschreven. De kris staat bekend om zijn golvende lemmet, hoewel vele ook rechte bladen hebben.
De dolk wordt gebruikt in de pencak silat-vechtkunst en wordt dikwijls gedragen als teken van gezag of waardigheid.
De kris wordt meestal geassocieerd met de Javaanse cultuur, hoewel andere Indonesische eilanden en omliggende regio's ook krissen hebben. Bijvoorbeeld Bali, Brunei, Lombok, Madura, Maleisië, Singapore, Sumaba, Sumatra, en delen van de Filipijnen (Bangsamoro), Sulawesi en Thailand.
Sinds 2005 is de kris opgenomen op de lijst van meesterwerken van het orale en immateriële erfgoed van de mensheid van UNESCO.

## Geschiedenis
Het is niet bekend waar of wanneer de kris precies is ontstaan.
Volgens J.J.B. Ostmeier werden de eerste krissen gemaakt rond 230–288 na Chr., maar deze bewering wordt veelal onbewezen en onjuist beschouwd. Een meer geaccepteerde Javaanse stelling beweert dat Panji, een heldhaftige prins, die rond leefde rond het jaar 920, de kris heeft uitgevonden. Ook is er een populaire legende die vertelt dat Inakarta Pati, een vroeg 14e-eeuwse koning uit Oost-Java, de kris heeft geïntroduceerd.
Als men kijkt naar archeologisch bewijs, is de kris waarschijnlijk ontstaan in de 13-14e eeuw. Zo heeft de Hindoestaanse tempel Candi Sukuh, op de westelijke helling van de vulkaan Lawu, heeft een krissen-reliëf die met zekerheid geïdentificeerd word als zijnde van een vroege kris. Deze tempel stamt uit 1361–1437. Daarnaast werd de oudst bekende kris, de Kris van Knaud, gemaakt in 1342.

## Omschrijving
Een kris kan in vier delen worden verdeeld: het handvat (hulu of ukiran), de kraag of het tussenstuk (mendak en selut), het mes (bilah of wilah), en de schede (warangka). Elk onderdeel wordt beschouwd als een kunstwerk, en is vaak tot in de kleinste details gemaakt uit verschillende materialen: kostbare of zeldzame houtsoorten, metaal, goud, been, hoorn, of ivoor.
Om de herkomst van de kris te bepalen, let men op de:
- dapur (de vorm en het ontwerp van de kris, met ongeveer 150 varianten)
- pamor (de ziel van de kris, het patroon van metaallegering, met ongeveer 60 varianten)
- tangguh (de leeftijd en oorsprong van de kris)

### Het handvat (hulu of ukiran)
Het heft wordt vervaardigd door een speciale handvattensnijder. Er worden zeer speciale houtsoorten voor gebruikt, waar vooral op de tekening van de houtnerven wordt gelet. Andere materialen kunnen ook worden gebruikt, zoals been, hoorn, of ivoor. Aan het handvat is meestal te zien uit welke streek een kris afkomstig is (lijst is incompleet):
- Bali – mensen, goden en demonen (bijvoorbeeld Kala of Garuda), olifanten, insecten, en andere dieren
- Bangamoro – vorm van een kaketoe
- Cirebon – een wayang figuur
- Celebes – een gestileerde vogelfiguur (Garuda)
- Java – Hindu goden (bijvoorbeeld Ravana of Ganesa), een gezicht (kraton)
- Madura – bloemen en planten (gaya kembang), een vliegend paard (Kuda Sembrani), en vogels
- Sumatra – een Lompong Garuda figuur

### De kraag (mendak en/of selut)
Het tussenstuk zorgt voor de overgang van het handvat naar het lemmet en is soms met diamanten, edelstenen, schelpen, en glas ingelegd. Bij de meer eenvoudige krissen bestaat de ring uit koper of zilver, gemengd met andere stoffen.
De mendak zit aan het mes vast. Vaak is er boven deze ring nog een losse kraag dat de onderzijde van het handvat omvat; dit is de selut.

### Het lemmet (wilah)
De wilah is tussen de 38 en 127 cm lang en is gemaakt van een combinatie van verschillende soorten metalen. Het heeft een bredere en asymmetrische vorm bij het handvat. De vorm (dapur) symboliseert een slang, de mythische naga.
Er zijn twee hoofdtypes te onderscheiden:
- dapur bener – recht, ook wel de slang in ruste genoemd
- dapur luk – gegolfd, de bewegende slang. Het aantal bochten in het lemmet is altijd oneven en kan bestaan uit 3 tot 27 rondingen. Sommige geschiedkundigen suggereren dat het oneven getal verwijst naar de mannelijkheid van de kris: vrouwen dragen de kinderen en zijn ‘deelbaar’, oftewel even.[8]

Het breedste deel van het lemmet (vlak boven het handvat), met al zijn details, word de prabot of perabot genoemd. De voorkant (de gandik) kan recht en effen zijn (met een driehoekige buitenrand) of versierd met figuren. Het meest herkenbare is de slurf van de olifant (talale gajah of kembang kacang), maar er zijn ook krissen met een leeuw, draak, of een mythisch figuur.
Aan de andere uiteinde van de kris bevinden zich rechtopstaande kleine tanden of stekels (greneng).

### De schede (warangka)
De schede bestaat uit een houten onderstuk (candar) waarin het lemmet word gestoken, en soms een metalen hoes (pendok). Het bovenstuk (wrangka) kan verschillende hoofdvormen hebben. De bekendste hiervan zijn de:
- gayaman (niervormig) – voor gewone gelegenheden
- ladrang (met gekrulde uiteinden) – voor bijzondere gelegenheden
- sandang walikat (simpel, zoals een boom die in de grond staat)

## Traditie
De kris geldt als een van de heiligdommen (pusaka) van een familie, clan, dynastie of een koninkrijk. Deze krissen worden van vader op zoon en moeder op dochter doorgegeven.
Krissen worden gesmeed door een empu, een smid en sjamaan die de krachten van de kris bind.
De kris dient op elke vijfde vrijdag Kliwon van de Javaanse (moslim) kalender met reinigingsrituelen en offers verzorgd te worden. De kris wordt namelijk beschouwd als bezield door een Isi of Tuah, en heeft recht op eten en drinken zoals elk wezen op aarde. De kris beschermt de eigenaar als dit ritueel zonder uitstel op bovenstaande dag plaatsvindt.
Lokale legenden vertellen dat als de eigenaar die deze rituelen kent en ze vergeet, of de kris verwaarloost, de kris de lakse eigenaar tijdens diens slaap van het leven berooft. De kris speelt een rol in de traditionele Javaanse kejawen, een spirituele traditie. Een kris in ruste hangt niet maar is in wit doek gewikkeld en hoeft niet verzorgd te worden.
Een kris mag niet gekocht worden. Hij dient als geschenk aanvaard te worden en officieel overgedragen te worden.

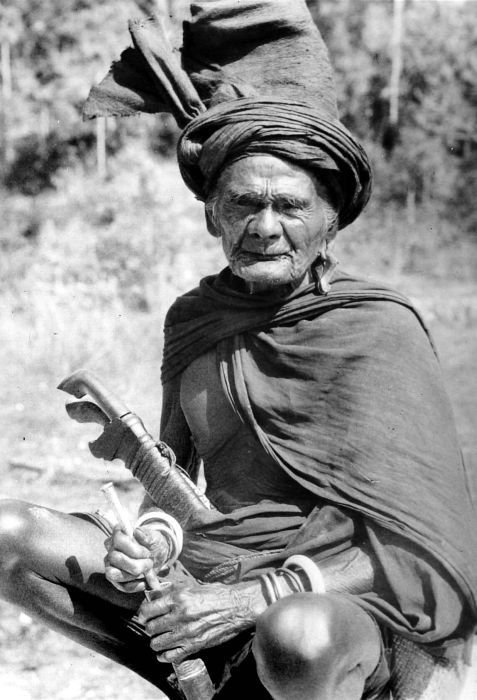
Man met kris op Soemba (1943)
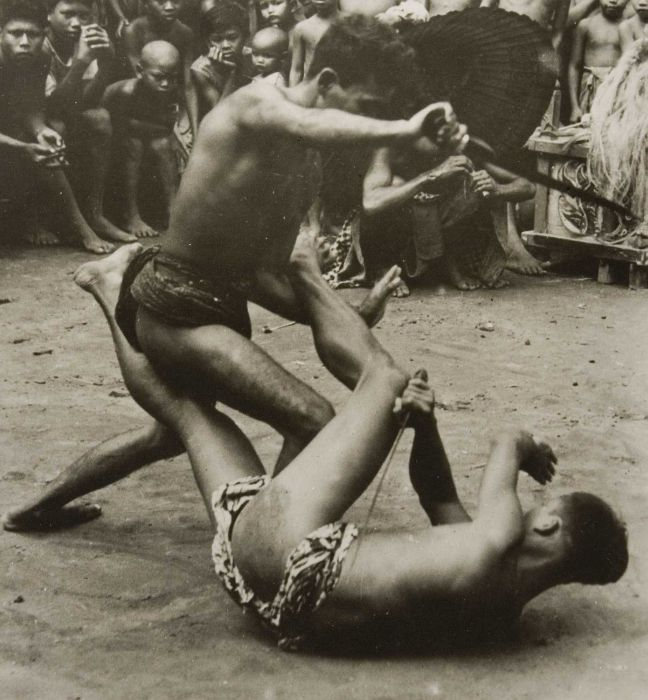
Krisdans, Wereldmuseum Amsterdam (zie ook Balinese dans)

## Geloof
In Indonesië gaat het geloof dat iemand spoedig sterft als men een kris in zijn voetsporen steekt. Ook het bespotten van een kris leidt tot onheil. Als een kris gemaakt is met nikkel uit de meteoriet die in 1749 in de streek rond de Prambanan viel, hoeft het wapen alleen te worden gericht op de aldus ter dood veroordeelde persoon.